# Just a Gigolo
 (janvier 2024).
Si vous disposez d'ouvrages ou d'articles de référence ou si vous connaissez des sites web de qualité traitant du thème abordé ici, merci de compléter l'article en donnant les références utiles à sa vérifiabilité et en les liant à la section « Notes et références ».
Ne doit pas être confondu avec Just a Gigolo (film).
La chanson Just a Gigolo est un tango composé à Vienne en 1929 dont la musique est de Leonello Casucci (en), un musicien italien et les paroles  du librettiste autrichien Julius Brammer.

## Un succès international
Gigolo  (ou Schöner Gigolo, armer Gigolo) est publié par Wiener Bohème Verlag en 1929, et la même année en Italie.
En Allemagne, le premier enregistrement a lieu le 22 août 1929 par la firme Odeon par l'orchestre de Dajos Béla et le chanteur Kurt Mühlardt. Gigolo, est interprétée pour la première fois en Italie par Daniele Serra en 1930 sur disque La voce del Padrone (La Voix de son maître) avec des paroles d'Enrico Frati. Le morceau, devenu rapidement un succès international, est traduit dans de nombreuses langues. La chanteuse française Irène Bordoni, l'une des premières interprètes du texte français d'André Mauprey C'est mon gigolo, chanson réaliste
l'introduit aux États-Unis. Les paroles anglaises sont d’Irving Caesar.
La version interprétée par Bing Crosby est le premier grand succès du crooner. C’est Louis Prima qui en fait un succès international en 1956 lorsqu’il ajoute à la suite I Ain't Got Nobody (en), morceau composé en 1915 par Spencer Williams avec les paroles de Roger Graham, donnant ainsi un nouveau rythme à l’ensemble souvent considéré comme un morceau unique.

## Paroles
Les paroles adaptées suivant les pays racontent l'histoire, soit d'un officier de hussard après la défaite de l'Autriche en 1918, soit d'un officier orgueilleux du Tsar immigré après la Révolution russe, qui survit en faisant le taxi-boy ou le gigolo. Julius Brammer, l'auteur du texte original, avait écrit les livrets de nombreuses opérettes. Le texte allemand rapporte le triste sort d'un officier autrichien contraint de faire le gigolo, lui qui fièrement avait parcouru tous les champs de bataille de la Grande Guerre. C'en est bien fini du prestige de l'armée et de l'uniforme. L'ironie, c'est que l'avènement du Troisième Reich en 1933 a bouleversé la vie du parolier et de l'interprète le plus connu de la chanson, le ténor autrichien Richard Tauber, tous deux représentant cette symbiose judéo-allemande qui était particulièrement présente dans la culture populaire. Celle-ci annonce l'émergence d'une Allemagne prenant congé d'une rigidité militariste aussi bien que monarchique en faisant mine, sans nécessairement y croire, d'en regretter l'esthétique. Mais seulement la chanson avait un peu vite décrit la  déchéance de l'officier dans l'Autriche et l'Allemagne d'après 1918. Son auteur et son principal interprète de ce texte furent chassés de leur pays par un régime qui renforça le goût de l'uniforme tout en préparant une guerre de revanche plus importante encore que celle de 1914-1918.
Dans le film Kuhle Wampe oder Wem gehört die Welt (1932) qu'il coréalisa avec le Bulgare Slatan Dudow, Bertolt Brecht met en scène une triste fête de fiançailles dans un camp pour sans abris près de Berlin. Les prolétaires, plutôt que de prendre conscience de leur propre malheur, chantent celui, imaginaire, d'un officier déchu, alors que l'Allemagne s'apprête à se remilitariser.
Les textes français renoncent à traiter du sort de l'officier, préférant le thème alors en vogue de la femme déchue, dépendante sexuellement d'un homme qui manifestement ne vaut pas grand-chose.
Le texte américain reprend le thème de l'officier déchu, mais, pour attirer la sympathie du public, il s'agit ici d'un officier français.

## Interprètes français

### Chanteuses et chanteurs
- Damia reprend cette chanson sous le titre en français C'est mon gigolo
- Irène Bordoni, 1930
- Berthe Sylva, 1930
- Maurice Chevalier
- Yvonne Printemps
- Lucienne Delyle, 1952
- Orpheon Celesta
- Carlos sous le titre Je suis un rigolo
- Kad Merad
- MC Solaar
- Alizée
- Chimène Badi
- Amel Bent
- Jenifer
- Corinne Hermès en 2019
- Claire Keim
- Nolwenn Leroy
- Lorie
- Mimie Mathy
- Hélène Segara
- Shy'm
- Victoria Abril (Olala!, 2007)
- Zaz (en français et en anglais) dans Le Bal des Enfoirés 2012.

#### Musiciens
- Django Reinhardt, 1949

## Interprètes étrangers
- Richard Tauber
- Louis Armstrong
- Lou Bega
- David Bowie
- Bing Crosby
- Thelonious Monk
- Art Tatum
- Louis Prima
- Sarah Vaughan
- Marlene Dietrich dans le film C'est mon gigolo (1978)
- David Lee Roth
- Daniele Serra[6] ,[7]
- Village people
- Helmut Lotti (2006 : disque Crooners)